# Нибок
Нибок (англ. Nibok) — округ (единица административного деления) Науру. Расположен в западной части острова. Площадь 1,36 км², население 432 человек (2005). В округе расположены карьеры по добыче фосфоритов Наурианской фосфатной корпорации.
Округ Нибок входит в состав избирательного округа Убенид.